# Kasi
Pour la ville indienne de Kāshī, voir Varanasi.
Kasi est une petite ville du Laos située dans le nord de la province de Vientiane, sur la route n°13 Vientiane-Luang Prabang, précisément entre Vang Vieng et le carrefour stratégique de Phou Khoun. C'est la dernière ville avant l'entrée dans la montagne au nord